# Vandperler
Vandperler eller vandkugler er små plastikperler, der har en evne at kunne suge vand, så perlerne bliver 100 gange så store. Når man putter vandperlerne i vand i 8-12 timer, vil vandperlerne fordobles mange gange og blive helt fyldt med vand.
En pose med vandperler indeholder regelmæssigt 10 gram.
10 gram vandperler svarer til en liter vandperler.
Vandperler er ikke det samme som vandkrystaller, idet at vandkrystaller afgiver farve. Vandperler afgiver ikke farve.

## Hvad bruges vandperler til?
Vandperler bruges til at gøre dekorationer og blomster pænere. Man kan kombinere mange farver og derved skabe præcis det præg, man ønsker til sin dekoration eller blomst. Oftest puttes vandperlerne i vaser med orkidéer i, men det er også blevet mere og mere udbredt at vandperler bruges på badeværelset eller i vindueskarmen som pynt.

### Vandperler er blevet brugt i landbruget
Vandperler er i Mellemøsten blevet brugt i landbruget, hvor man dryssede perlerne ud på marken. I Mellemøsten kan man ikke altid regne med at det regner. Derfor kan markerne tørre ud. Ved at drysse vandperler ud på marken, kan disse opsuge vandet, når der er for meget og afgive det igen, når der er tørke. Vandperler opløses helt naturligt i naturen.

### Orkidéer og vandperler
Vandperler bruges oftest i sammen med orkidéer, fordi der er et godt spil imellem orkidéens farve og vandperlernes farver. Derudover er vandperlerne gode til afgive vand til orkidéerne på sådan en måde, at orkidéerne får de bedste betingelser for vækst. Først putter man vandperlerne i vand og venter 8-12 timer. Herefter hælder man vandperlerne i en vase, hvorefter at orkidéen sættes i.